# Gonomyia stylacantha
Gonomyia stylacantha är en tvåvingeart som beskrevs av Alexander 1969. Gonomyia stylacantha ingår i släktet Gonomyia och familjen småharkrankar.
Artens utbredningsområde är Panama. Inga underarter finns listade i Catalogue of Life.